# Adrian Petre
Adrian Petre (Arad, 11 de febrero de 1998) es un futbolista rumano que juega en la demarcación de delantero para el C. S. Concordia Chiajna de la Liga II.

## Biografía
Empezó a formarse como futbolista en las filas inferiores del FC UTA Arad hasta que finalmente en 2015 subió al primer equipo. Hizo su debut con el primer equipo el 5 de septiembre de 2015 en un encuentro de la Liga II contra el Universitatea Cluj, donde sustituyó a Szabolcs Szekely en el minuto 63. Dos temporadas después se marchó al Esbjerg fB, empezando en segunda división en su primera temporada, y en primera división las dos siguientes, debutando en la UEFA Europa League el 25 de julio de 2019 contra el Shakhtyor Soligorsk. El 17 de febrero de 2020 se fue traspasado al FCSB. Unos meses después, en octubre, fue cedido al Cosenza Calcio italiano. La cesión se canceló a mitad de temporada y en febrero de 2021 regresó al FC UTA Arad.

## Clubes
| Club                    | País      | Año       | Partidos | Goles |
| ----------------------- | --------- | --------- | -------- | ----- |
| F. C. UTA Arad          | Rumania   | 2015-2017 | 41       | 28    |
| Esbjerg fB              | Dinamarca | 2017-2020 | 82       | 29    |
| FCSB                    | Rumania   | 2020-2021 | 16       | 3     |
| Cosenza Calcio (cedido) | Italia    | 2020-2021 | 9        | 0     |
| F. C. UTA Arad          | Rumania   | 2021      | 15       | 1     |
| F. C. Farul Constanța   | Rumania   | 2021-2022 | 37       | 11    |
| Levadiakos F. C.        | Grecia    | 2022-2023 | 6        | 0     |
| F. C. Hermannstadt      | Rumania   | 2023-2024 | 5        | 0     |
| C. S. Tunari            | Rumania   | 2024      | 6        | 1     |
| C. S. Concordia Chiajna | Rumania   | 2024-     |          |       |

## Palmarés

### Campeonatos nacionales
| Título          | Club | País    | Año  |
| --------------- | ---- | ------- | ---- |
| Copa de Rumania | FCSB | Rumania | 2020 |